# Stenotritus nitidus
Stenotritus nitidus là một loài ong trong họ Stenotritidae. Loài này được Smith miêu tả khoa học đầu tiên năm 1879.